# Lago Grimke
El lago Grimke (en alemán: Grimkesee) es un lago situado en el distrito de Schwerin, en el estado de Mecklemburgo-Pomerania Occidental (Alemania), a una altitud de 40 metros; tiene un área de 3.8 hectáreas.